# فيكتوريا تيموشينكوفا
فيكتوريا تيموشينكوفا مواليد 4 نوفمبر 1983 في لفيف، هي لاعبة كرة يد أوكرانية تلعب كحارس مرمى. مثلت منتخب أوكرانيا لكرة اليد للسيدات.

## سجل المنافسة
شاركت في البطولات التالية:
- بطولة أوروبا لكرة اليد للسيدات 2012
- بطولة أوروبا لكرة اليد للسيدات 2014